# Driopea chinensis
Driopea chinensis är en skalbaggsart som beskrevs av Stefan von Breuning 1967. Driopea chinensis ingår i släktet Driopea och familjen långhorningar. Inga underarter finns listade i Catalogue of Life.